# 辛格花市

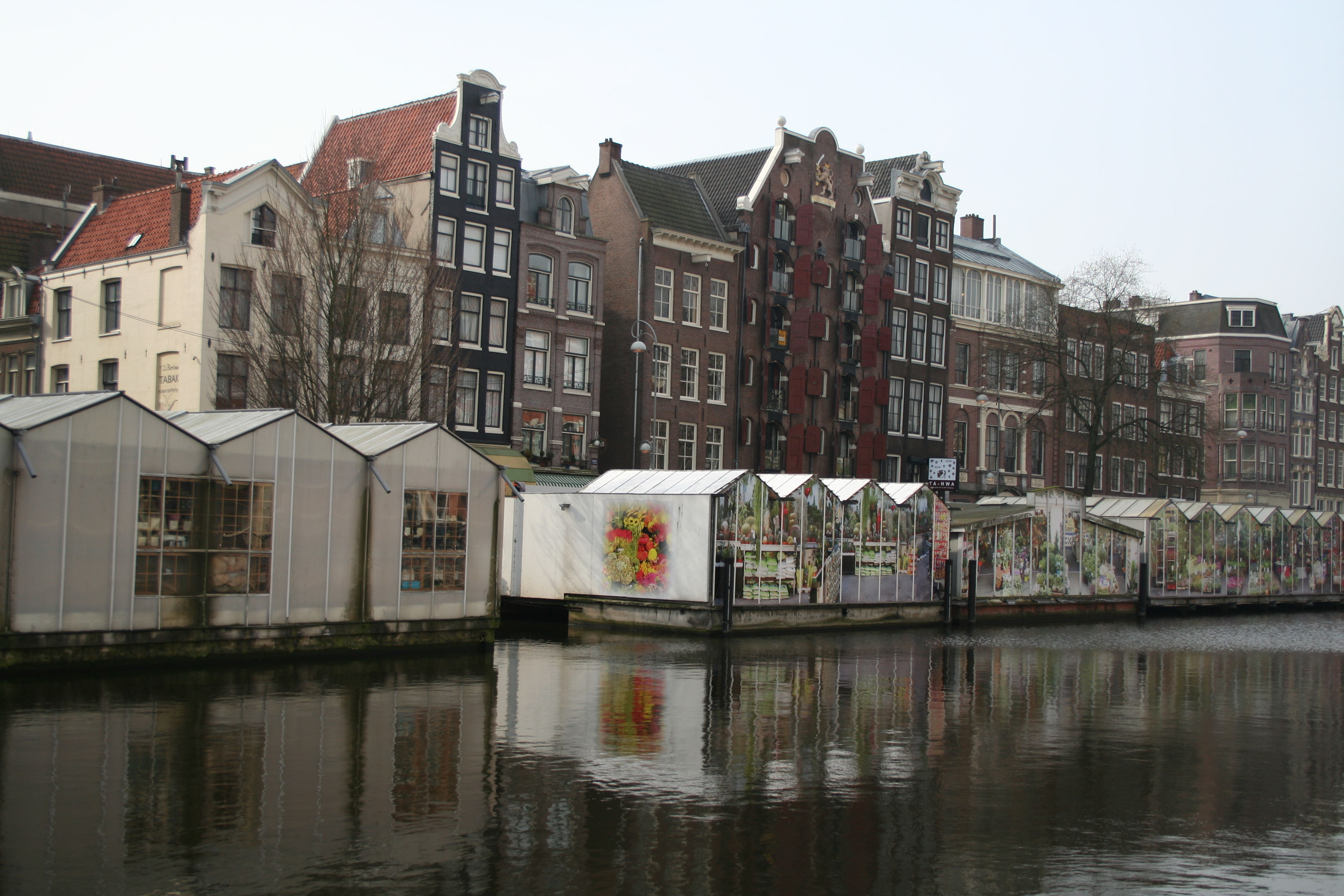
辛格花市

辛格花市（Bloemenmarkt）是荷蘭阿姆斯特丹的一座鮮花市場，是世界唯一位於水上的花卉市場。

## 历史
辛格花市創建於1862年，位於辛格運河上。花市包括15家花店以及眾多紀念品商店，是阿姆斯特丹主要鮮花供應地之一，也是著名旅遊景點。